# Julius Schöpel
Julius Schöpel (geboren 1823; gestorben 1902) war ein deutscher Zeichner und Lithograph in Hamburg.

## Leben

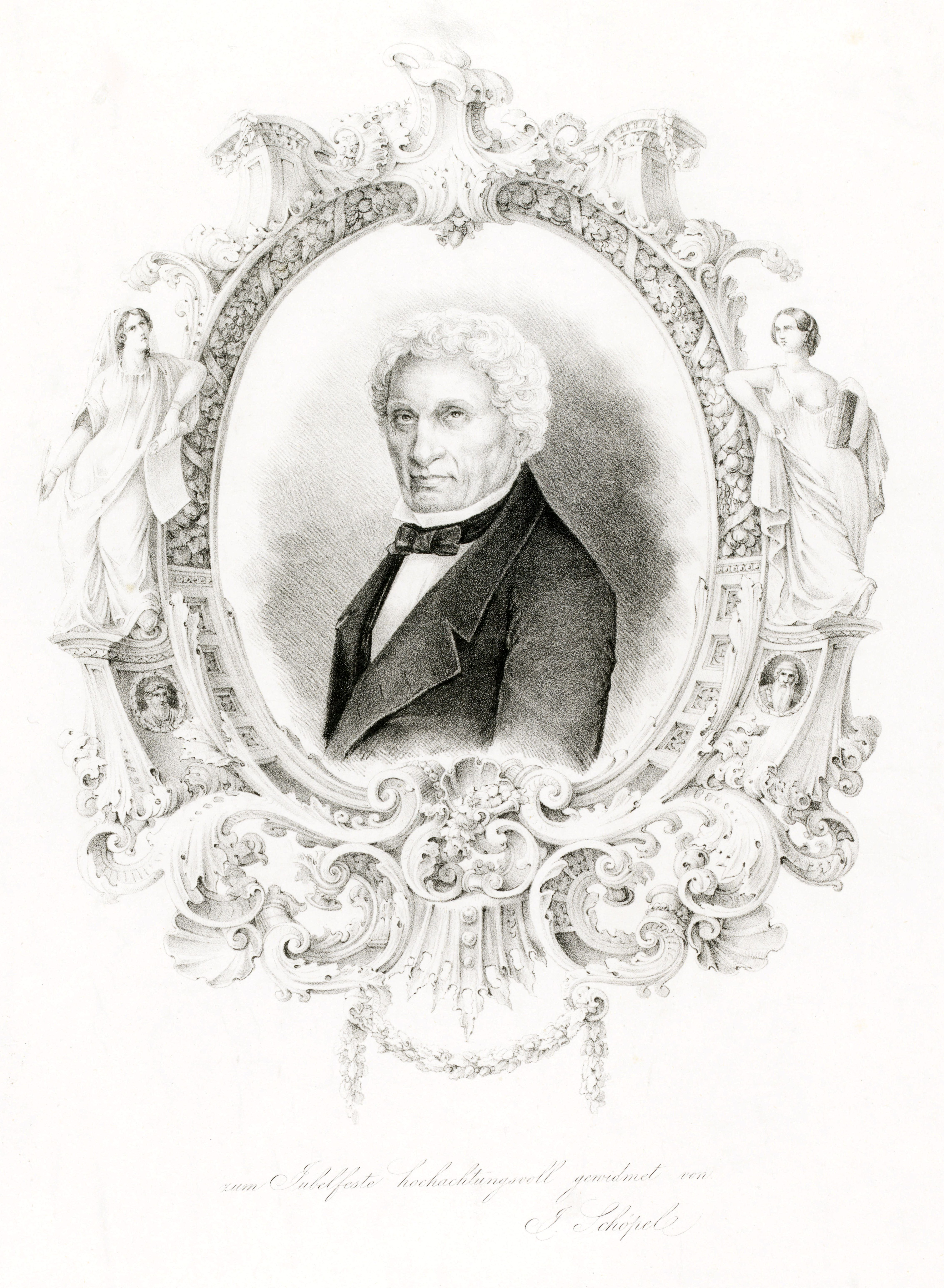
Lithografie um 1845: Brustbild des Buchhändlers Friedrich Hermann Nestler in barocker Kartusche, „zum Jubelfeste hochachtungsvoll gewidmet von J. Schöpel“;
Staats- und Universitätsbibliothek Hamburg

„Internationale Gartenbau-Ausstellung von 1869 Hamburg“, gedruckt ebenda, gezeichnet und lithografiert von J. Schöpel, C. Adler’s Kunst-Anstalt

Schöpel lebte spätestens ab der Mitte des 19. Jahrhunderts in Hamburg. Von 1871 bis 1897 arbeitete er als Lehrer für Lithographie an der Hamburger Allgemeinen Gewerbeschule. Zu seinen Schülern zählten Carl Albrecht, Christian Wilhelm Allers, Alfred Brandt, Ludwig Dettmann, Johannes Gehrts, Gustav Marx, Karl Müller, Julius Rehder und andere.
Das Hamburgische Adreß-Buch für 1878 verzeichnete Schöpel im Haus Wandsbeker Stieg 33, während das Hamburger Adressbuch von 1893 die Lithographische Anstalt und Steindruckerei Julius Schöpel in der Große Bleichen 32 auswies.

## Werke (Auswahl)
- Lithografie des Buchhändlers Friedrich Hermann Nestler[3]
- Karte des Tages von Eckernförder (5. April 1849), lithographiert von Julius Schöpel[5]
- Internationale Gartenbau-Ausstellung von 1869 Hamburg, gezeichnet und lithographiert von Julius Schöpel[6]